# Stiphrometasia alba
Stiphrometasia alba is een vlinder uit de familie van de grasmotten (Crambidae), uit de onderfamilie van de Glaphyriinae. De wetenschappelijke naam van deze soort is voor het eerst gepubliceerd in 1916 door Aristide Caradja.

## Verspreiding
De soort komt voor in Turkije en Irak.

## Waardplanten
In Zuidoost Turkije is vastgesteld dat de rups op Capparis ovata (Capparidaceae) leeft.